# Acalypha conspicua
Acalypha conspicua är en törelväxtart som beskrevs av Johannes Müller Argoviensis. Acalypha conspicua ingår i släktet akalyfor, och familjen törelväxter. Inga underarter finns listade i Catalogue of Life.